# Wiesław Stasielak
Wiesław Stasielak (ur. 1947, zm. 10 lipca 1989 w Krakowie) – polski koszykarz, występujący na pozycji skrzydłowego, multimedalista mistrzostw Polski, po zakończeniu kariery zawodniczej – trener.

## Osiągnięcia
Zawodnicze
- Mistrz Polski (1968)
- Wicemistrz Polski (1966, 1967, 1969, 1971)
- Brązowy medalista mistrzostw Polski (1970, 1972)
- Finalista pucharu Polski (1969, 1971)
- Uczestnik rozgrywek Pucharu Europy Zdobywców Pucharów (1967/1968 – II runda)[1]

Trenerskie
- Mistrzostwo Polski (1974 jako asystent trenera)
- Wicemistrzostwo Polski (1975 jako asystent trenera)